# Ferdinando Fino
Ferdinando Fino (Torino, 1872 – 1918) è stato un fotografo italiano, attivo a Torino nei primi anni del '900.

## Biografia
Nacque da due imprenditori nel settore chimico e in una famiglia ben inserita nella scena culturale piemontese, appassionandosi inizialmente alla pittura, e stringendo conoscenza con Giacomo Grosso e Filiberto Petiti, per passare poi alla fotografia.
Eseguì foto in stereoscopia e autocromia, vincendo inizialmente una medaglia dell'Unione Escursionisti e ottenendo una segnalazione per i suoi soggetti alpini da parte di "La Fotografia Artistica". Fu premiato per le sue realizzazioni all'Esposizione Nazionale di Milano e al Concorso Internazionale di Fotografia del 1911 che si tenne a Torino in occasione dei festeggiamenti per il cinquantenario del Regno d'Italia. In questo periodo è autore delle prime fotografie a colori delle Valli di Lanzo.
Una sua personale è stata esposta dall'ottobre 2010 al febbraio 2011 presso il Museo Nazionale della Montagna di Torino. Una seconda mostra è stata allestita fra marzo e aprile 2011 presso Palazzo Vochieri a Novara. Dal novembre 2011 al gennaio 2012 una selezione delle sue fotografie è stata esposta presso Palazzo Incontro a Roma.